# Moira Shire
Moira Shire är en kommun i Australien. Den ligger i delstaten Victoria, omkring 200 kilometer norr om delstatshuvudstaden Melbourne. Antalet invånare var 29 112 vid folkräkningen 2016.
Följande samhällen finns i Moira:
- Yarrawonga
- Numurkah
- Nathalia
- Barmah